# Karambolage-Europameisterschaften 2023

Logo CEB (ausrichtender Verband)

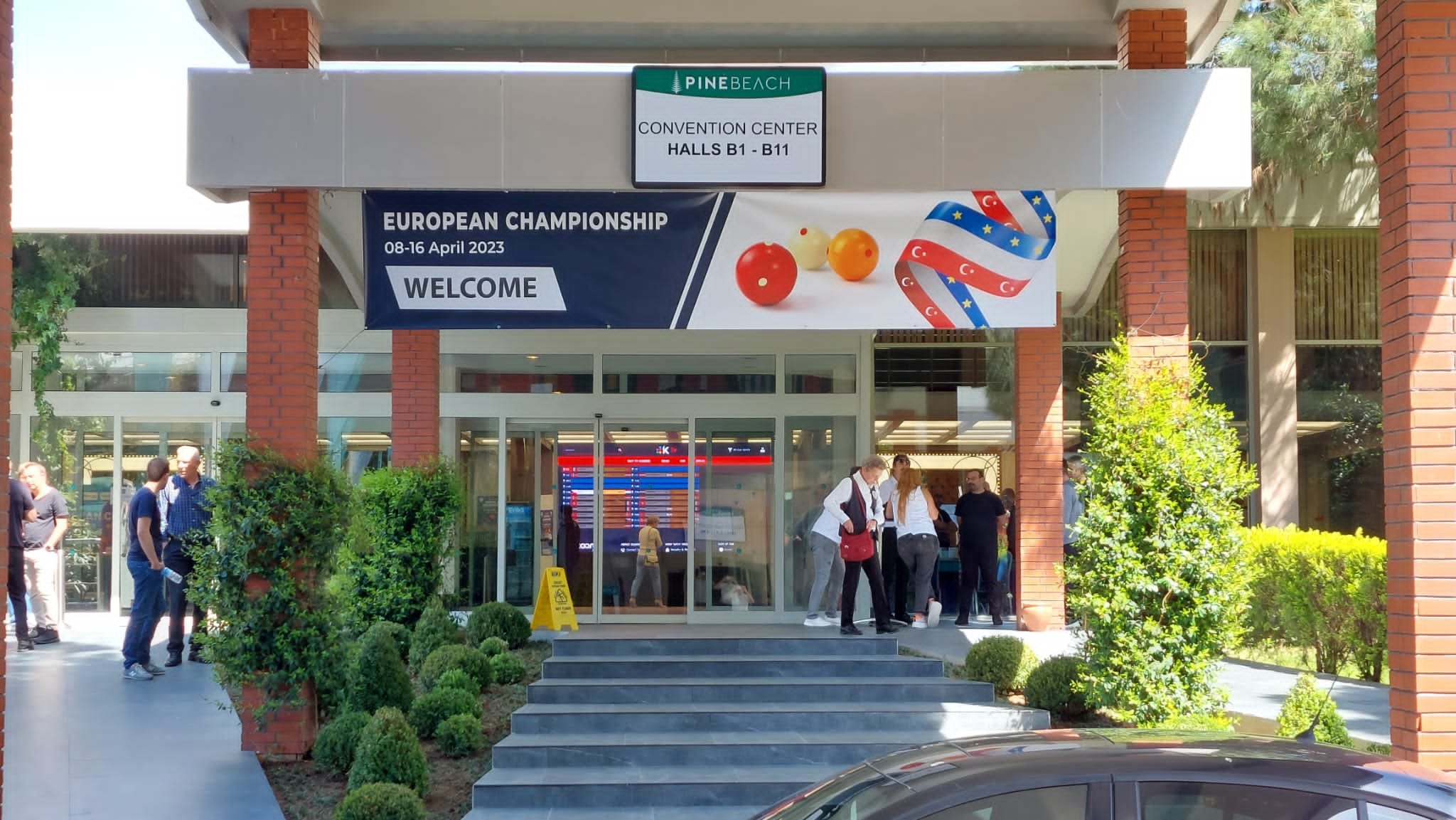
Eingang Turnierstätte

Die Karambolage-Europameisterschaften 2023 sind ein Billardturnier in der Sparte Karambolage und finden vom 8. bis zum 16. April 2023 in Antalya statt. Insgesamt kämpfen innerhalb von neun Tagen ca. 300 Spieler, davon 52 Frauen, aus 21 Ländern um 18 Europameistertitel in verschiedenen Klassen, Disziplinen und Tischgrößen.

## Beschreibung
Nachdem in Brandenburg an der Havel vier Mal in Folge die Europäischen Meisterschaften im Karambolage ausgetragen wurden, finden sie 2023 zum ersten Mal in der Türkei statt.
Wie schon bei den vorangegangenen Turnieren 2013 bis 2019 wurden alle Disziplinen, alle Altersklassen und alle Geschlechter in einem Turnier vereint. Gespielt wurde an 18 Brettern (12 Matchbillards, 6 Kleinbillards) zeitgleich, täglich von morgens 9:00 Uhr bis durchschnittlich 23:00 Uhr. Der französische Internet-TV-Sender Kozoom überträgt erneut live von der Veranstaltung. Die Zuschauer konnten zwischen verschiedenen Tischen und Disziplinen wählen, alle Tische waren mit Kameras ausgestattet.

## Disziplinen
Am Matchbillard wurden die Disziplinen Cadre 47/2, Cadre 71/2, Einband, Dreiband, Artistik, 5-Kegel-Billard gespielt, am Kleinbillard nur Dreiband.

### Matchbillard

#### Dreiband
- Männer (Einzel)

| Gold          | Silber          | Bronze                           | Ref.  |
| Marco Zanetti | Berkay Karakurt | Daniel Sánchez Torbjörn Blomdahl | [ 2 ] |
| ------------- | --------------- | -------------------------------- | ----- |

- Junioren/U25

| Gold         | Silber              | Bronze                       | Ref.  |
| Burak Hashas | Nikolaus Kogelbauer | Alessio D’Agata Seymen Ozbas | [ 3 ] |
| ------------ | ------------------- | ---------------------------- | ----- |

- Damen

| Gold                  | Silber             | Bronze                            | Ref.  |
| Therese Klompenhouwer | Charlotte Sørensen | Jaimie Buelens Danielle Le Bruijn | [ 4 ] |
| --------------------- | ------------------ | --------------------------------- | ----- |

- Nationalmannschaften Dreiband (Herren)

| Gold         | Silber   | Bronze             | Ref.  |
| Griechenland | Schweden | Türkei Niederlande | [ 5 ] |
| ------------ | -------- | ------------------ | ----- |

- Nationalmannschaften Dreiband (Damen)

| Gold        | Silber | Bronze           | Ref.  |
| Niederlande | Türkei | Dänemark Belgien | [ 6 ] |
| ----------- | ------ | ---------------- | ----- |

#### Cadre 47/2
- Männer

| Gold       | Silber     | Bronze                         | Ref.  |
| Marek Faus | Sven Daske | Willy Gerimont Pascal Dessaint | [ 7 ] |
| ---------- | ---------- | ------------------------------ | ----- |

#### Cadre 71/2
- Männer

| Gold       | Silber         | Bronze                               | Ref.  |
| Marek Faus | Willy Gerimont | Michel van Silfhout Micha van Bochem | [ 8 ] |
| ---------- | -------------- | ------------------------------------ | ----- |

#### Einband
- Männer

| Gold        | Silber              | Bronze                         | Ref.  |
| Raúl Cuenca | Jean Paul de Bruijn | Raymund Swertz Pascal Dessaint | [ 9 ] |
| ----------- | ------------------- | ------------------------------ | ----- |

#### Artistik
- Männer (Einzel)

| Gold            | Silber          | Bronze                       | Ref.   |
| Haci Arap Yaman | Marvin Heinrich | Thomas Ahrens Sergio Sanchez | [ 10 ] |
| --------------- | --------------- | ---------------------------- | ------ |

- Nationalmannschaften

| Gold   | Silber  | Bronze                 | Ref.   |
| Türkei | Spanien | Deutschland Frankreich | [ 11 ] |
| ------ | ------- | ---------------------- | ------ |

#### 5-Kegel-Billard
- Männer (Einzel)

| Gold          | Silber         | Bronze                          | Ref.   |
| Andrea Quarta | Paolo Marcolin | Michelangelo Aniello Rune Kampe | [ 12 ] |
| ------------- | -------------- | ------------------------------- | ------ |

- Damen (Einzel)

| Gold           | Silber      | Bronze                                    | Ref.   |
| Daniela Romiti | Katja Titze | Maria Christina Pulcini Charlotte Koefoed | [ 13 ] |
| -------------- | ----------- | ----------------------------------------- | ------ |

- Nationalmannschaften

| Italien | Dänemark | Frankreich Deutschland | [ 14 ] |
| ------- | -------- | ---------------------- | ------ |

### Kleinbillard

#### Dreiband
- Dreiband (Einzel)

| Gold          | Silber       | Bronze                  | Ref.   |
| Joan Espinasa | Markus Dömer | Seymen Ozbas Mübin Isli | [ 15 ] |
| ------------- | ------------ | ----------------------- | ------ |

- Herren (Club-Teams)

| Gold              | Silber       | Bronze                              | Ref.   |
| Sinop Spor Kulübü | Göztepe Spor | Ankara Hemsin Spor Kulübü BK Grødal | [ 16 ] |
| ----------------- | ------------ | ----------------------------------- | ------ |

## Medaillenspiegel
| Platz | Nation       | Gold | Silber | Bronze | ∑  |
| ----- | ------------ | ---- | ------ | ------ | -- |
| 1     | Türkei       | 4    | 3      | 5      | 12 |
| 2     | Italien      | 4    | 1      | 3      | 8  |
| 3     | Niederlande  | 2    | 1      | 4      | 7  |
| 4     | Spanien      | 2    | 1      | 2      | 5  |
| 5     | Tschechien   | 2    | 0      | 0      | 2  |
| 6     | Griechenland | 1    | 0      | 0      | 1  |
| 7     | Deutschland  | 0    | 4      | 3      | 7  |
| 8     | Dänemark     | 0    | 2      | 4      | 6  |
| 9     | Frankreich   | 0    | 1      | 4      | 5  |
| 9     | Schweden     | 0    | 1      | 1      | 2  |
| 10    | Österreich   | 0    | 1      | 0      | 1  |
| 11    | Belgien      | 0    | 0      | 3      | 3  |